# Roger Hargreaves
Charles Roger Hargreaves (n. 9 mai 1935 - d. 11 septembrie 1988) a fost un autor și ilustrator de cărți pentru copii de origine britanică. Este cunoscut în special pentru seria „Mr. Men” și „Little Miss”, destinate cititorilor foarte tineri. Simplitatea cărților, inocența poveștilor, apariția culorilor deschise și ilustrațiile desenate cu atâta îndrăzneală, au făcut ca seriile autorului să ajungă renumite în întreaga lume. Astfel, în doar 25 de ani, au fost vândute peste 85 de milioane de copii în 20 de limbi.